# Wolverhampton Wanderers F.C.
Wolverhampton Wanderers F.C. engleski je nogometni klub iz Wolverhamptona, koji trenutačno igra u FA Premier ligi.

## Povijest
Klub je osnovan 1877. pod imenom St. Luke's, te je bio jedan od osnivača engleske nogometne lige. Svoje najuspješnije razdoblje imali su 1950-ih, kada ih je predvodio trener Stan Cullis. S ukupno 13 osvojenih velikih trofeja, osmi su engleski klub po uspješnosti. Prvu ligu su osvojili tri puta, četiri puta FA kup, dva puta Liga kup, a 1972. su igrali u finalu Kupa UEFA. Od sezone 2009./10. ponovno se natječu u Premier ligi, nakon što su postali prvaci Championshipa. Nadimak kluba je vukovi, te nastupaju u zlatno-crnim dresovima. Na stadionu Molineux igraju još od 1889.

## Klupski ispjesi

### Domaći uspjesi
Prva divizija/FA Premier Liga:
- Prvak (3): 1953./54., 1957./58., 1958./59.
- Drugi (5): 1937./38., 1938./39., 1949./50., 1954./55., 1959./60.
- Treći (6)

Druga divizija/Championship:
- Prvak (3): 1931./32., 1976./77, 2008./09.
- Drugi (2): 1966./67., 1982./83.

Treća divizija Sjever/Treća divizija:
- Prvak (2): 1923./24., 1988./89.

Četvrta divizija:
- Prvak (1): 1987./88.

FA kup:
- Prvak (4): 1893., 1908., 1949., 1960.
- Finalist (4): 1889., 1896., 1921., 1939.

Liga kup:
- Prvak (2): 1974., 1980.

Superkup:
- Prvak (4): 1949.*, 1954.*, 1959., 1960.* (* podijeljen naslov)
- Finalist (1): 1958.

Football League Trophy:
- Prvak (1): 1988.

### Međunarodni uspjesi
Kup UEFA: 
- Finalist (1): 1971./72.

## Klupski rekordi
- Najviše gledatelja: 61.315 protiv Liverpoola (Peto kolo FA kupa, 11. veljače 1939.)
- Najveća ligaška pobjeda: 10:1 protiv Leicester Cityja (2. divizija, 15. travnja 1938.)
- Najveći ligaški poraz: 1:10 protiv Newton Heatha (1. divizija, 15. listopada 1892.)
- Najviše nastupa za reprezentaciju: 105 – Billy Wright (Engleska, 1946. – 1959.)
- Najviše ligaških nastupa: 501 – Derek Parkin (1967. – 1982.)
- Najviše ligaških golova: 250 – Steve Bull (1986. – 1999.)
- Najviše ligaških golova u jednoj sezoni: 38 – Dennis Westcott (1. divizija, 1946./47.)

## Poznati bivši igrači
Najpoznatiji igrač koji je igrao za Wolverhampton je Billy Wright, koji je čak 90 puta igrao kao kapetan engleske nogometne reprezentacije, te je osvojio nagradu za najboljeg igrača godine. Wolverhampton ima i svoju kuću slavnih u kojoj su sljedeći igrači:
- Steve Bull
- Stan Cullis
- Ron Flowers
- Jackery Jones
- Derek Parkin
- Billy Wright

Za Wolvese su još igrali i Andy Gray, Emlyn Hughes, Paul Ince, Denis Irwin, Robbie Keane, Joleon Lescott i Nenad Milijaš.

## Poznati bivši treneri
Najuspješniji trener Wolverhamptona bio je Stan Cullis. Ostali poznati treneri bili su Bill McGarry, John Barnwell, Graham Turner, Dave Jones, te bivši izbornici engleske nogometne reprezentacije, Glenn Hoddle, Graham Taylor i bivši izbornik irske nogometne reprezentacije, Mick McCarthy.

## Vanjske poveznice
- wolves.co.uk Službena web-stranica

| Trenutačni sastav Wolverhampton Wanderersa | Trenutačni sastav Wolverhampton Wanderersa |
| --- | ------------------------------------------ |
| |                                            |
| 1 Sá • 2 Doherty • 3 Aït-Nouri • 4 Bueno • 5 Munetsi • 6 Traoré • 7 André • 8 Gomes • 9 Larsen • 10 Cunha • 11 Hwang • 12 Agbadou • 14 Mosquera • 15 Dawson • 18 Kalajdžić • 19 Gomes • 20 Doyle • 21 Sarabia • 22 Semedo • 24 Toti • 25 Bentley • 26 Forbs • 27 Bellegarde • 29 Guedes • 30 González • 31 Johnstone • 33 Meupiyou • 37 Lima • 40 King • Trener: Pereira |                                            |

| Trenutačni sastav Wolverhampton Wanderersa | Trenutačni sastav Wolverhampton Wanderersa |
| --- | ------------------------------------------ |
| |                                            |
| 1 Sá • 2 Doherty • 3 Aït-Nouri • 4 Bueno • 5 Munetsi • 6 Traoré • 7 André • 8 Gomes • 9 Larsen • 10 Cunha • 11 Hwang • 12 Agbadou • 14 Mosquera • 15 Dawson • 18 Kalajdžić • 19 Gomes • 20 Doyle • 21 Sarabia • 22 Semedo • 24 Toti • 25 Bentley • 26 Forbs • 27 Bellegarde • 29 Guedes • 30 González • 31 Johnstone • 33 Meupiyou • 37 Lima • 40 King • Trener: Pereira |                                            |

| Momčadi FA Premier lige                                                          | Momčadi FA Premier lige |
| -------------------------------------------------------------------------------- | --- |
|                                                                                  | |
| Članovi 2024./25.                                                                | Arsenal • Aston Villa • Bournemouth • Brentford • Brighton & Hove Albion • Chelsea • Crystal Palace • Everton • Fulham • Ipswich Town • Leicester City • Liverpool • Manchester City • Manchester United • Newcastle United • Nottingham Forest • Southampton • Tottenham Hotspur • West Ham United • Wolverhampton Wanderers |
|                                                                                  | |
| Bivše momčadi (1992. – 2024.)                                                    | Barnsley • Birmingham City • Blackburn Rovers • Blackpool • Bolton Wanderers • Bradford City • Burnley • Cardiff City • Charlton Athletic • Coventry City • Derby County • Fulham • Huddersfield Town • Hull City • Leeds United • Luton Town • Middlesbrough • Norwich City • Oldham Athletic • Portsmouth • Queens Park Rangers • Reading • Sheffield Wednesday • Sheffield United • Stoke City • Sunderland • Swansea City • Swindon Town • Watford • West Bromwich Albion • Wigan Athletic • Wimbledon |
|                                                                                  | |
| Bivše momčadi Football Leaguea (1888. – 1892.) i First Divisiona (1892. – 1992.) | Accrington • Bradford Park Avenue • Bristol City • Bury • Carlisle United • Darwen • Glossop North End • Grimsby Town • Leyton Orient • Millwall • Northampton Town • Notts County • Oxford United • Preston North End |

| Momčadi FA Premier lige                                                          | Momčadi FA Premier lige |
| -------------------------------------------------------------------------------- | --- |
|                                                                                  | |
| Članovi 2024./25.                                                                | Arsenal • Aston Villa • Bournemouth • Brentford • Brighton & Hove Albion • Chelsea • Crystal Palace • Everton • Fulham • Ipswich Town • Leicester City • Liverpool • Manchester City • Manchester United • Newcastle United • Nottingham Forest • Southampton • Tottenham Hotspur • West Ham United • Wolverhampton Wanderers |
|                                                                                  | |
| Bivše momčadi (1992. – 2024.)                                                    | Barnsley • Birmingham City • Blackburn Rovers • Blackpool • Bolton Wanderers • Bradford City • Burnley • Cardiff City • Charlton Athletic • Coventry City • Derby County • Fulham • Huddersfield Town • Hull City • Leeds United • Luton Town • Middlesbrough • Norwich City • Oldham Athletic • Portsmouth • Queens Park Rangers • Reading • Sheffield Wednesday • Sheffield United • Stoke City • Sunderland • Swansea City • Swindon Town • Watford • West Bromwich Albion • Wigan Athletic • Wimbledon |
|                                                                                  | |
| Bivše momčadi Football Leaguea (1888. – 1892.) i First Divisiona (1892. – 1992.) | Accrington • Bradford Park Avenue • Bristol City • Bury • Carlisle United • Darwen • Glossop North End • Grimsby Town • Leyton Orient • Millwall • Northampton Town • Notts County • Oxford United • Preston North End |